# Malé Ripňany
Malé Ripňany é um município da Eslováquia, situado no distrito de Topoľčany, na região de Nitra. Tem 8,52 km² de área e sua população em 2018 foi estimada em 557 habitantes.

## Demografia
| Ano:        | 1994 | 2004   | 2014   | 2024   |
| ----------- | ---- | ------ | ------ | ------ |
| Broj ljudi: | 490  | 525    | 550    | 551    |
| Razlika:    |      | +7,14% | +4,76% | +0,18% |

| Ano:               | 2023 | 2024   |
| ------------------ | ---- | ------ |
| Número de pessoas: | 553  | 551    |
| Diferença:         |      | -0,36% |